# Parallelia curvisecta
Parallelia curvisecta är en fjärilsart som beskrevs av Louis Beethoven Prout 1919. Parallelia curvisecta ingår i släktet Parallelia och familjen nattflyn. Inga underarter finns listade i Catalogue of Life.

## Bildgalleri

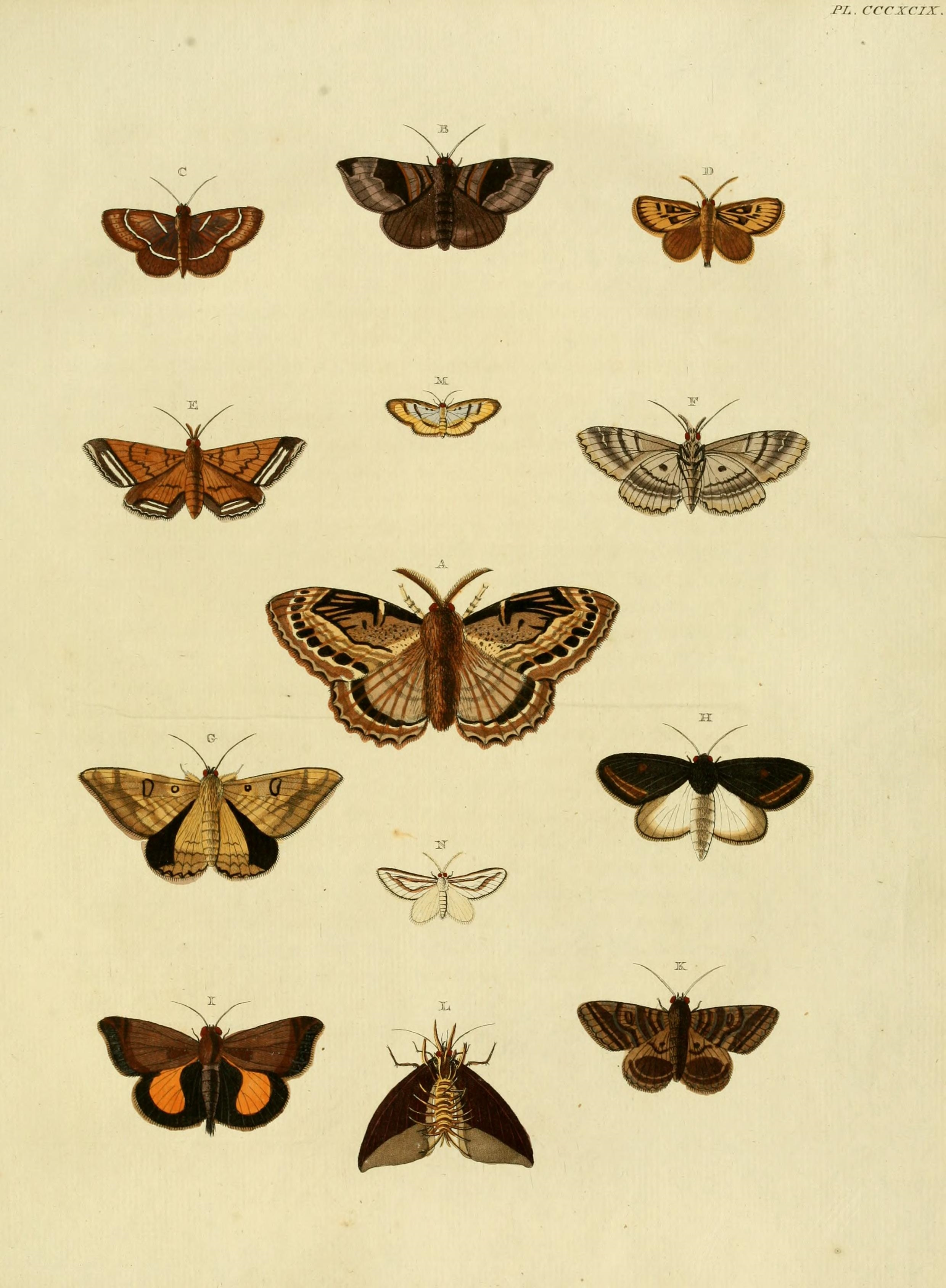